# Vikariát České Budějovice – město
Vikariát České Budějovice – město je jedním z deseti vikariátů českobudějovické diecéze. Okrskovým vikářem je Dr. Zdeněk Mareš Th. D., děkan ve farnosti České Budějovice -sv. Mikuláš. Vikariátní sekretář není obsazen. Skládá se z šesti farností, z nichž v pěti sídlí děkan, farář, rektor kostela nebo administrátor. V duchovní správě zde působí 15 kněží. Ve vikariátu se nachází katedrální chrám Českobudějovické diecéze a také kněžský domov pro staré a nemocné kněze.
| Farnost                                  | Duchovní správce                                        | Další duchovní ve farnosti | Farní kostel             |
| ---------------------------------------- | ------------------------------------------------------- | --- | ------------------------ |
| České Budějovice - Panny Marie Růžencové | P. Mgr. J. M. Vianney Peter Madár CFSsS, rektor kostela | P. Mgr. Maxmilián Petr Koutský CFSsS, farní vikář |                          |
| České Budějovice-Suché Vrbné             | P. Mgr. Witold Piotr Kocon, administrátor excurrendo    | P. Bc. Ladislav Proks, farní vikář Mgr. Josef Hes, trvalý jáhen ustanovený ke službě | sv. Cyrila a Metoděje    |
| České Budějovice – sv. Jan Nepomucký     | P. Bc. Pavel Bicek                                      | – | sv. Jana Nepomuckého     |
| České Budějovice – sv. Mikuláš           | Dr. Zdeněk Mareš Th. D., děkan                          | P. Dominik Hroznata Holický JC. D., farní vikář P. Mgr. Bohuslav Richter, farní vikář P. Mgr. Miroslav Šašek, farní vikář P. Ing. Mgr. Pavel Němec DiS., farní vikář Mons. prof. Dr. Karel Skalický Th.D., výpomocný duchovní Mons. Václav Kulhánek, výpomocný duchovní Vojtěch Blažek, farní vikář doc. ThDr. Rudolf Svoboda, ThD., trvalý jáhen | sv. Mikuláše – katedrála |
| České Budějovice – sv. Vojtěch           | P. Mgr. Josef Mendel SDB., administrátor                | P. Mgr. Vít Dlapka SDB., farní vikář P. Mgr. Pavel Kuchař SDB. Th. D., výpomocný duchovní | sv. Vojtěcha             |
| Dobrá Voda                               | P. Mgr. Witold Piotr Kocon, administrátor               | | Panny Marie Bolestné     |